# Asta Nørregaard

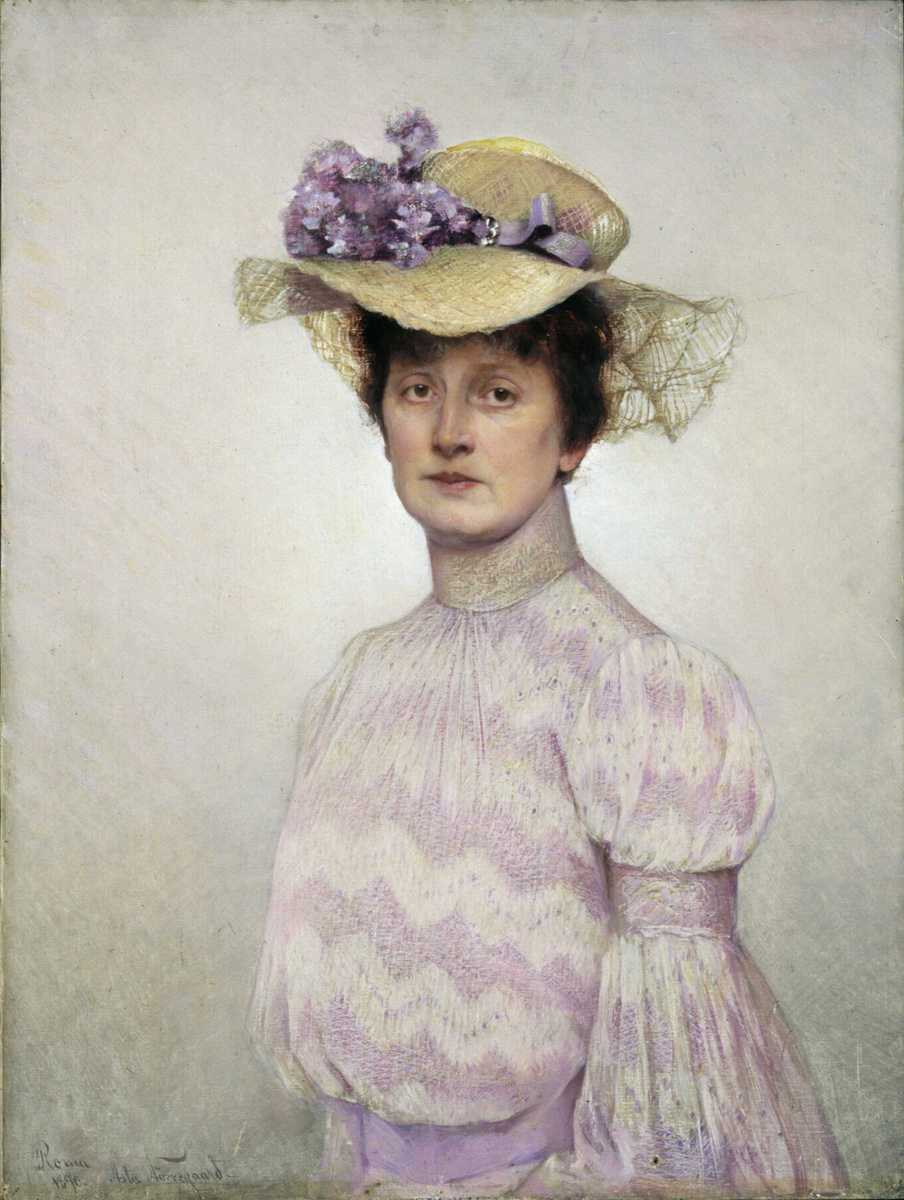
Asta Nørregaard, Selbstporträt 1889

Asta Elise Jacobine Nørregaard  (* 13. August 1853 in Kristiania (heute Oslo); † 23. März 1933 ebenda) war eine norwegische Malerin, die vor allem für ihre Porträts der norwegischen Oberschicht bekannt ist.

## Leben und Werk

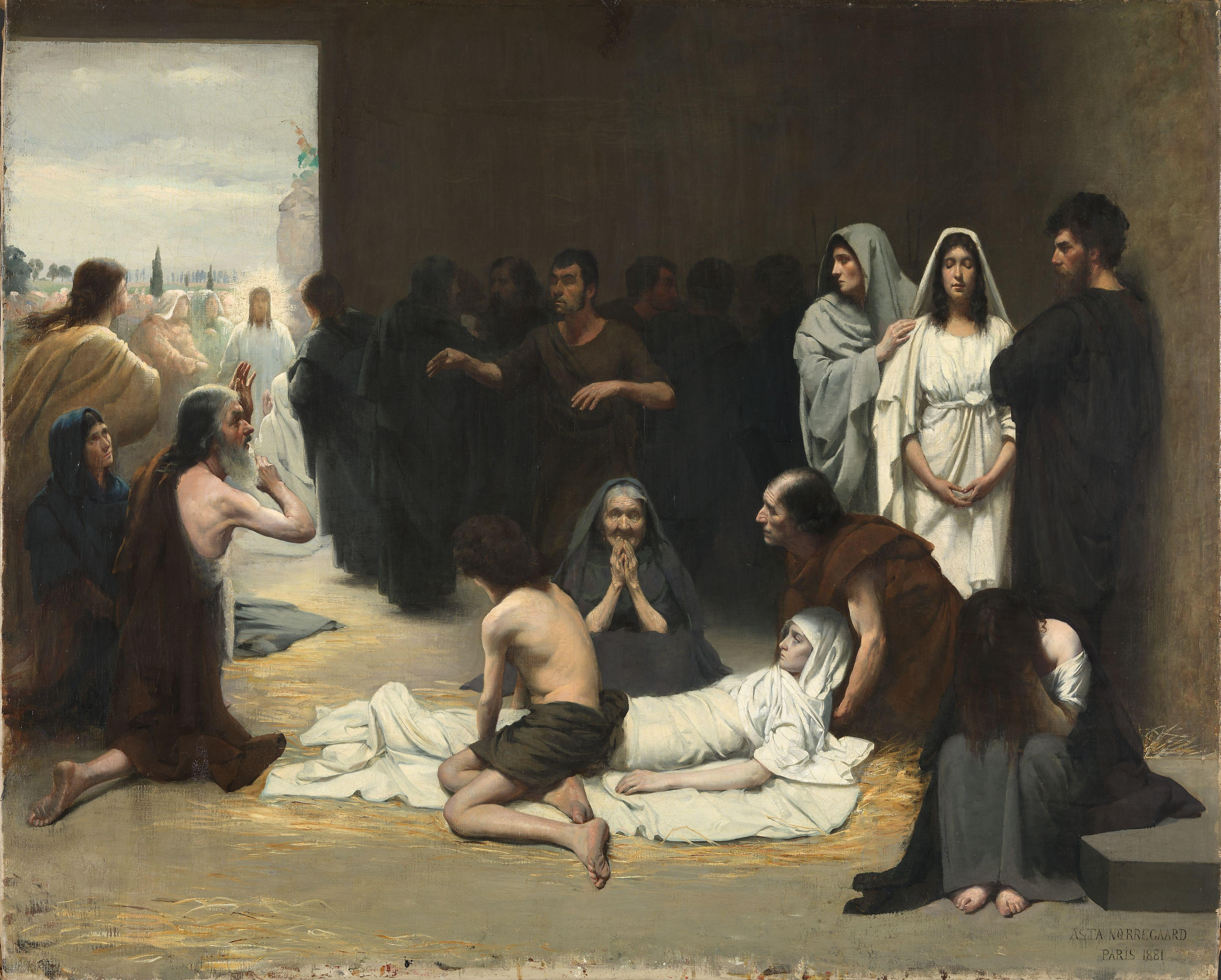
Asta Nørregaard: L'attente de Christ, 1881

Asta Nørregaard wurde als jüngere von zwei Töchtern des Offiziers Hans Peter Nørregaard (1818–72) und Elise Jacobine Hesselberg (1821–53) geboren. Ihre Mutter war eine Tochter des Dichters Iver Hesselberg (1780–1844). Sie wuchs in einem bürgerlichen Milieu auf und besuchte ab 1872 Knud Bergsliens Malschule für Frauen, wo sie mit Harriet Backer als beste Schülerin galt. 1875 wechselte sie nach München, wo Eilif Peterssen unterrichtete. Hier entstanden ihre ersten eigenen Kompositionen, die öffentlich ausgestellt wurden und ihr 1879 ein Stipendium einbrachten, mit dem sie nach Paris ziehen und unter anderem bei Léon Bonnat weiter studieren konnte, der auch ihr Vorbild als Porträtmaler werden sollte.
Ihre letzten Jahre in Paris verbrachte Nørregaard als selbstständige Künstlerin und versuchte sich in verschiedenen Genres, darunter Porträts und impressionistisch beeinflusste Landschaften. Große Aufmerksamkeit erregte ihre Historienmalerei L’attente de Christ, das 1881 zunächst im Salon de Paris und anschließend in der Christiania Kunstforening ausgestellt wurde und vom renommierten Kunstkritiker Jonas Rasch in der Zeitung Aftenposten hoch gepriesen wurde. Der Erfolg führte dazu, dass Nørregaard ein Jahr später als erste Frau den Auftrag bekam, eine Altartafel in einer Kirche in Norwegen zu gestalten. Die Altartafel der Kirche von Gjøvik traf jedoch in der Gemeinde auf Ablehnung, da die zentrale Jesusfigur zu klein und die Maria Magdalena zu leicht bekleidet war. Erst nach einigen Änderungen wurde das Werk schließlich ausgeliefert.
1885 verließ Nørregaard Paris und kehrte nach Kristiania zurück, unternahm jedoch eine Reihe vom Studienreisen nach Italien und Frankreich. Sie begann, sich auf Porträts zu spezialisieren und malte vor allem Vertreter des Stadtbürgertums von Kristiania, darunter auch den 22-jährigen Edvard Munch. Ab 1890 bestand fast ihr gesamtes Werk aus Auftragsarbeiten. Ihre Porträts zeichnen sich durch ihre künstlerische Qualität und naturgetreue Darstellung aus und erfreuten sich großer Beliebtheit. Männer malte sie meist in Öl und vor einem dunklen Hintergrund. Frauen und Kinder dagegen zeichnete sie in Pastell und helleren Farben. Insgesamt malte sie rund 300 Porträts. 1911 gab sie selbst einen vierbändigen illustrierten Katalog ihres Werkes heraus.

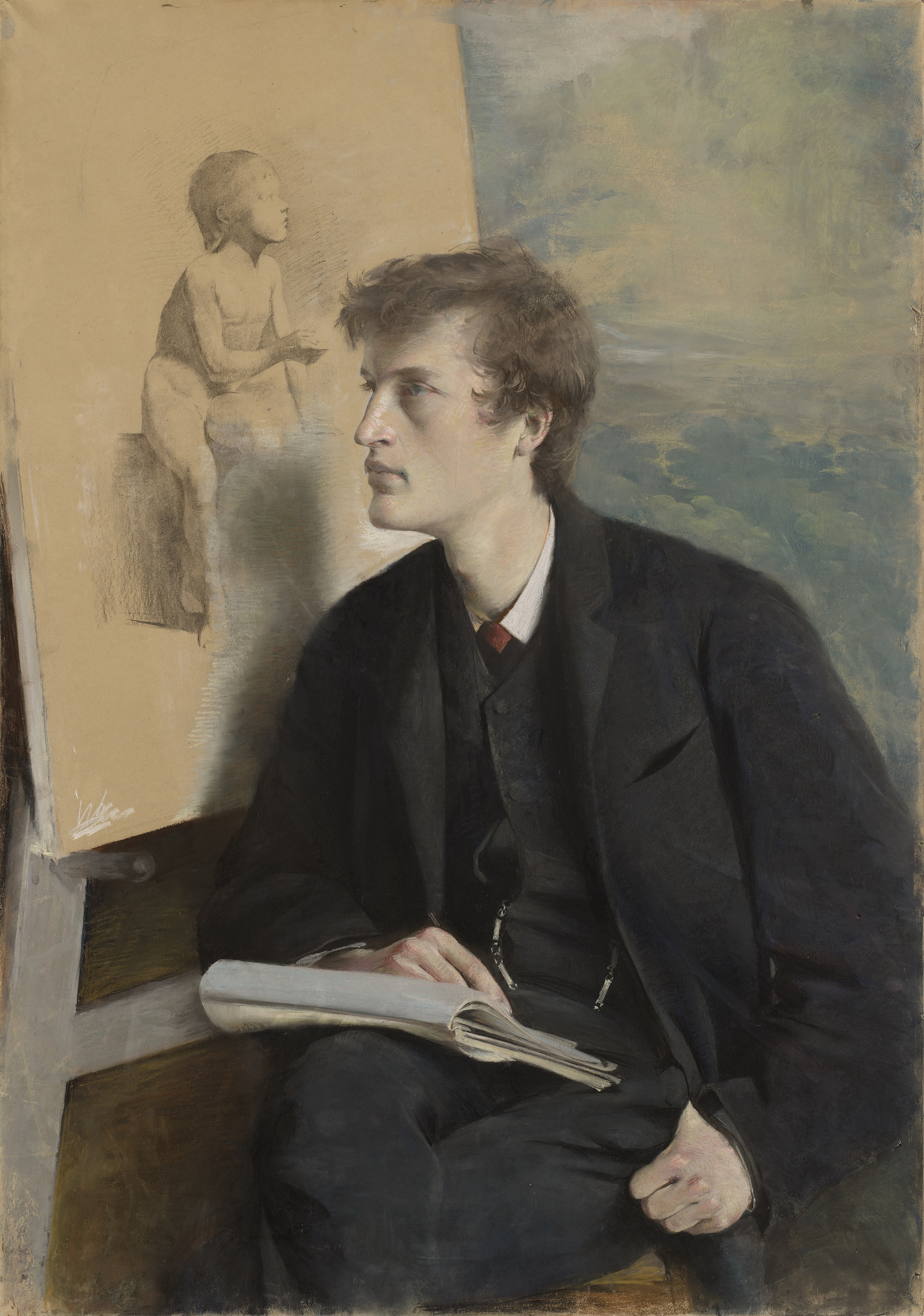
Asta Nørregaard: Edvard Munch, 1889

Ihre Beliebtheit als Porträtmalerin des Bürgertums führte dazu, dass die Kunstszene in Kristiania zunehmend begann, ihre Arbeit als Modemalerei und zu oberflächlich abzuwerten, sodass sie zu einer Außenseiterin in der Kunstwelt wurde. Trotzdem stellte sie weiter aus und erhielt 1920 die Königliche Verdienstmedaille in Gold. Eine Retrospektive im renommierten Osloer Blomqvist Kunsthandel 1925, bei der auch Frühwerke ausgestellt wurden, brachte ihr jedoch Anerkennung und gute Kritiken vornehmlich für die vor 1890 entstandenen Werke.

## Werke (Auswahl)
- Anette Birch, 1882

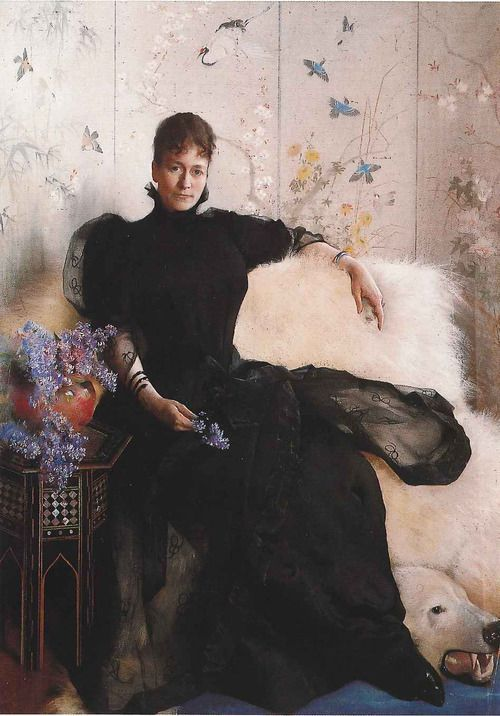
Asta Nørregaard: Elisabeth Fearnley, 1892

- L’attente de Christ, 1881, Nationalmuseum Oslo
- Maggie Plahte, 1881
- Maggie reiseklar, 1881
- Villiers-le-Bel, 1881, Nationalmuseum Oslo
- Altartafel, Kirche von Gjøvik, 1882–83
- I atelieret, 1883, Norske Selskab, Oslo
- Carl Paul Caspari, 1885, UiO
- Edvard Munch, 1889, Munchmuseet, Oslo
- Gisle Johnson, 1885, UiO
- Musikkinteriør, 1885, Nationalmuseum Oslo
- Bondekone fra Normandie, ca. 1887–89, Nationalmuseum Oslo
- Angelo, 1888
- Lesende dame ved vindu, 1888
- Midnattsmesse i et fransk kloster, 1888–89, Nationalmuseum Oslo
- Elisabeth Fearnley, 1892
- Martine Cappelen Hjort, 1897, Nationalmuseum Oslo
- Dagny Kiær, 1899, Oslo Stadtmuseum
- Niels August Andresen Butenschøn, 1900
- Marie Andresen Butenschøn, 1904
- Harald Løvenskiold, 1905

### Sammelband
- Porträts. In Öl, Pastel und Kohle, 4 Bände, 1911